# Saxon, Wisconsin
Saxon là một thị trấn thuộc quận Iron, tiểu bang Wisconsin, Hoa Kỳ. Năm 2010, dân số của thị trấn này là 319 người.